# Хотимль-Кузмёнковское сельское поселение
Хотимль-Кузмёнковское се́льское поселе́ние — муниципальное образование в Хотынецком районе Орловской области Российской Федерации.
Площадь 11260,9 га. Административный центр — деревня Хотимль-Кузмёнково.

## Физико—географическая характеристика
Муниципальное образование расположено в северо—западной части Хотынецкого района.
Основная река - Вытебеть.

### Климат
Территория поселения находится в зоне умеренно континентального типа климата (по классификации Кёппена Dfb).

## История
Хотимль-Кузменковское сельское поселение образовано в 2004 г.
Во время Великой Отечественной войны территория муниципального образования была оккупирована немецко—фашистскими захватчиками с 5 октября 1941 года. Почти два года продолжалась политика террора, насилия и грабежей фашистов над местным населением, которое так и не покорилось им, а лишь продолжало храбро сопротивляться. Административный центр, д. Хотимль-Кузмёнково, был освобождён 11 августа 1943 года усилиями 217 стрелковой дивизии.

## Население
| 2010 | 2012  | 2013  | 2014 | 2015 | 2016 | 2017 |
| ---- | ----- | ----- | ---- | ---- | ---- | ---- |
| 1080 | ↘1054 | ↘1018 | ↘991 | ↘962 | ↗965 | ↗976 |
| 2018 | 2019  | 2020  | 2021 | 2023 |      |      |
| ↗977 | ↘966  | ↘947  | ↘764 | ↘739 |      |      |

## Состав сельского поселения
В Хотимль-Кузмёнковское сельское поселение входят 11 населённых пунктов:
| №  | Населённый пункт   | Тип населённого пункта          | Население (2010) |
| -- | ------------------ | ------------------------------- | ---------------- |
| 1  | Алисово            | село                            | 26               |
| 2  | Жудерский          | посёлок                         | ↗318             |
| 3  | Жудре              | деревня                         | ↘118             |
| 4  | Изморознь          | деревня                         | 0                |
| 5  | Крутое             | деревня                         | 0                |
| 6  | Пеньково           | деревня                         | 8                |
| 7  | Скворцово          | деревня                         | ↘154             |
| 8  | Строево            | деревня                         | 11               |
| 9  | Уричи              | посёлок                         | 0                |
| 10 | Хотимль-Кузмёнково | деревня, административный центр | ↘445             |
| 11 | Шишкино            | деревня                         | 0                |

## Транспорт
По территории поселения пролегают местные дороги 54К—383 и 54К—384. Расстояние от административного центра поселения до райцентра — 16 км.